# Coslada
Coslada – miasto w Hiszpanii, we wspólnocie autonomicznej Madryt. Liczy 91 906 mieszkańców. Duży procent populacji Coslady pracuje na lotnisku. Większość hiszpańskich firm transportowych i spedycyjnych ma oddziały w Coslada; miasto jest gospodarzem 706 firm logistycznych, najwięcej w kraju.